# Парийский, Николай Васильевич
Николай Васильевич Парийский (5 мая 1858 — 20 июля 1923) — русский хирург, ортопед, педагог и организатор медицинской науки, доктор медицины (1891), профессор, действительный статский советник (1915).
Автор 72 научных работ по абдоминальной хирургии, ортопедии и курортологии. Подготовил 5 докторов наук.

## Биография
Родился в семье священника. В 1882 году окончил с отличием Императорскую военно-медицинскую академию, служил младшим хирургом в 51-м Литовском полку в Крыму, затем в Симферопольском лазарете.
В 1889 году был прикомандирован к военно-медицинской академии, где защитил диссертацию по псаммотерапии, работал врачом, ассистентом, старшим ассистентом, заведовал ортопедическим отделением.
Работал заведующим хирургическим отделением и главным врачом Тифлисской железнодорожной больницы.
В 1899 году возглавил городскую больницу в Ростове-на-Дону (Николаевская городская больница).
В 1915 году принял активное участие в организации Ростовского университета, где был избран профессором медицинского факультета.
Умер от малярии.

## Основные сочинения
- Общие естественные песочные ванны, их действие на температуру тела, пульс, дыхание, потери веса и осязательную чувствительность. СПб., 1891.